# Stephen Victor Graham
Stephen Victor Graham (* 4. März 1874 im Cass County, Michigan; † 2. September 1955 in Los Angeles, Kalifornien) war ein US-amerikanischer Marineoffizier. Zwischen 1927 und 1929 war er Militärgouverneur von Amerikanisch-Samoa.

## Werdegang
Im Jahr 1896 absolvierte Stephen Graham die United States Naval Academy in Annapolis (Maryland). Anschließend diente er als Offizier auf verschiedenen Schiffen der United States Navy, darunter die USS Cincinnati und die USS Rainbow. Als US-Militärgouverneur von Amerikanisch-Samoa – Graham bekleidete das Amt von 1927 bis 1929 – war er der Ansicht, dass sich die Mau a Pule bzw. Mau-Bewegung nicht wirklich gegen die US-Kolonialherrschaft richtete.
Am Ende seiner militärischen Laufbahn im Jahr 1931 erreichte er den Rang eines Konteradmirals. Zwischen dem 9. September 1927 und dem 2. August 1929 war Graham als Nachfolger von Henry Francis Bryan Gouverneur von Amerikanisch-Samoa. In dieser Zeit gründete er die Bank of American Samoa und ergänzte das dort bestehende Steuerrecht.
1931 wurde er zum Konteradmiral befördert. Gleichzeitig schied er aus der Marine aus. Über seinen weiteren Lebensweg ist nichts überliefert. Er starb am 2. September 1955 und wurde in San Diego (Kalifornien) beigesetzt.